# Баризон (юдик Галлури)
Баризон I (італ. Barisone I; д/н — 1203) — юдик (володар) Галлурського юдикату у 1161—1203 роках.

## Життєпис
Походив з династії Лакон-Гунале. Син Костянтин III, юдика Галлури. 1161 року після повалення батька разом з родиною втік до Арбореї. Невдовзі Костянтин III зрікся трон, передавши його Баризонові. Втім лише 1165 року офіційно оголошений юдиком Галлури.
Про його панування відомостей обмаль. Відновив союзні стосунки з Пізанською республікою. В подальшому мав тісні відносини з Папським престолом. Письмо згадується лише у 1182 і 1184 роках.
Спадкоємцем трону оголосив єдину дитину — доньку Олену від шлюбу з Одоліною де Лакон. Покровителем її було призначено папу римського Інокентія III. Помер 1203 року, після чого почалася боротьба за юдикат.